# 보리암 (남해군)
보리암은 경상남도 남해군 상주면에 위치한 절이다.

## 역사
보리암은 신라 신문왕 3년(683년) 원효대사가 세웠다는 사찰이다. 관음도량 기도처로 금산에 위치 하고 있다. 처음 세울 때는 보광사로 하였다가 조선 현종 때 보리암으로 변경하였다.
옛날 인도 월지국에서 김수로왕의 왕비 허태후(허황옥)가 가져왔다는 붉은 빛을 띠는 돌로 만든 삼층석탑이 있다. 이 탑의 원석은 김수로와 허황후의 왕릉에 돌을 올려 쌓은 탑과 같은 재료이다.
이성계가 이 사찰에서 기도를 하고 조선을 건국하였다는 기록이 전한다.

## 구성
한려해상국립공원 내 금산에 위치한 보리암은 해수관음상, 범종각, 보광전, 만불전, 3층 석탑, 간성각 등이 있다.
기암절벽과 바다가 보이는 절경도 유명하고 멋지다

## 문화재
- 보리암전삼층석탑(菩提庵前三層石塔) - 경상남도 유형문화재 제74호

## 미디어
- KBS 1TV의 영상앨범 산에 소개되었다.

## 같이 보기
- 낙산사(강원도)
- 보문사(강화도)